# Myxobolus cerebralis
Myxobolus cerebralis è un parassita mixosporico dei salmonidi (specie di salmone e trota) che provoca la malattia vorticosa nei salmoni e nelle trote d'allevamento e anche nelle popolazioni di pesci selvatici. È stato descritto per la prima volta in Germania nella trota iridea nel 1893, ma successivamente si è diffuso ed è apparso in gran parte dell'Europa (compresa la Russia), negli Stati Uniti, in Sud Africa, in Canada e in altri paesi a causa del trasporto di pesci d'allevamento e selvatici. Negli anni '80 si scoprì che M. cerebralis richiedeva un oligochete tubificide (una specie di verme segmentato) per completare il suo ciclo vitale. Il parassita attacca l'organismo perforandolo con filamenti polari espulsi da capsule simili a nematocisti; dopo di che infetta l'ospite con le sue cellule. Questo intacca la cartilagine ed il tessuto nervoso dei salmonidi, causando un'infezione potenzialmente letale in cui l'ospite sviluppa una coda nera, deformità della colonna vertebrale e potenzialmente ulteriori deformità nella parte anteriore del pesce.
La malattia vorticosa colpisce il novellame (avanni e avannotti) e provoca deformazioni scheletriche e danni neurologici. I pesci "volteggiano" in avanti seguendo uno schema goffo, invece di nuotare normalmente eseguono un moto simile a un cavatappi, trovano difficile nutrirsi e sono più vulnerabili alla predazione. Il tasso di mortalità è elevato per gli avannotti, fino al 90% nelle popolazioni infette, e quelli che sopravvivono sono deformati dai parassiti che risiedono nelle loro cartilagini, ossa e tessuti neurologici. Gli infetti fungono da incubatore per il parassita che, alla morte del pesce, viene rilasciato nell'acqua. M. cerebralis è uno dei mixozoi economicamente più importanti nei pesci, nonché uno dei più patogeni. È stato il primo mixosporeo la cui patologia e sintomi sono stati descritti scientificamente. Il parassita non è trasmissibile all’uomo.
La tassonomia e la denominazione sia di M. cerebralis, sia dei mixozoi in generale, hanno storie complicate. Inizialmente si pensava che infettassero il cervello dei pesci (da cui l'epiteto specifico cerebralis) e il sistema nervoso, anche se presto si scoprì che infettava principalmente la cartilagine, il tessuto scheletrico e il tessuto nervoso. I tentativi di cambiare il nome in Myxobolus chondrophagus, che descriverebbe più accuratamente l'organismo, fallirono a causa delle regole della nomenclatura. Successivamente, si scoprì che gli organismi precedentemente chiamati Triactinomyxon dubium e T. gyrosalmo (classe Actinosporea) erano, in effetti, stadi triactinomyxon di M. cerebralis, il cui ciclo vitale fu ampliato per includere lo stadio triactinomyxon. Allo stesso modo, altre actinospore sono state inserite nei cicli vitali di vari mixospore.

## Tassonomia
M. cerebralis è uno dei 1.350 parassiti mixozoici conosciuti che infettano i pesci. Un tempo ritenuto una specie di protozoi, i tassonomi notarono caratteristiche che collegavano più strettamente M. cerebralis al phylum Cnidaria. Queste caratteristiche includevano le cnidocisti, tentacoli utilizzati per trattenere e predare l'ospite. M. cerebralis ha molti stadi diversi che vanno da singole cellule a spore relativamente grandi, sebbene non tutte siano state studiate in dettaglio. Questo complesso ciclo di vita coinvolge due ospiti diversi e numerose fasi di sviluppo, che avvengono attraverso la mitosi, l'endogenesi, la plasmotomia o eventualmente la meiosi. Nella prima parte del suo ciclo vitale, M. cerebralis si attacca esternamente al suo ospite salmonide. In seguito usano i loro tentacoli urticanti per infettare l'ospite, provocando la deformazione dei tessuti scheletrici e del sistema nervoso.
Oggi i mixozoi, precedentemente ritenuti protozoi multicellulari, sono considerati animali dalla maggior parte degli scienziati, sebbene il loro status non sia ufficialmente cambiato. Recenti studi molecolari suggeriscono che siano imparentati con Bilateria o Cnidaria, con Cnidaria che è morfologicamente più vicina perché entrambi i gruppi hanno filamenti effusivi. I bilateria erano un po' più vicini in alcuni studi genetici, ma si è scoperto che utilizzavano campioni contaminati da materiale proveniente dall'organismo ospite e uno studio del 2015 conferma che si tratta di cnidari.

## Morfologia
M. cerebralis ha molti stadi diversi che vanno da singole cellule a spore relativamente grandi, i quali non sono stati studiati tutti in dettaglio.

### Stadio triactinomixone
Lo stadio nella quale l'organismo infetta i pesci, chiamato spore di triactinomyxon, è costituito da un unico stilo lungo circa 150 micrometri (μm) e tre filamenti o "code", ciascuno lungo circa 200 micrometri. Queste spore sono tipicamente di forma ovale e mostrano una asimmetria. Un pacchetto di sporoplasma alla fine dello stilo contiene 64 cellule germinali circondate da un involucro cellulare. Ci sono anche tre capsule polari, ciascuna delle quali contiene un filamento polare arrotolato lungo tra 170 e 180 µm, con circa 5-6 spire in ciascun filamento. I filamenti polari, sia in questo stadio che in quello delle mixospore (vedi immagine sopra), penetrano rapidamente nel corpo dell'ospite, creando un'apertura attraverso la quale può entrare lo sporoplasma. Una volta sviluppato questo filamento polare, il parassita è in grado di attaccarsi al suo ospite.

### Stadio di sporoplasma
Dopo il contatto con i pesci ospiti e l'attivazione delle capsule polari, lo sporoplasma contenuto nello stilo centrale del triactinomyxon migra nell'epitelio o nel rivestimento intestinale. In primo luogo, questo sporoplasma tramite un processo mitotico produce più cellule ameboidi, che migrano negli strati tissutali più profondi, per raggiungere la cartilagine cerebrale.

### Stadio mixosporeano
Le mixospore, che si sviluppano dagli stadi cellulari sporogonici all'interno dei pesci ospiti, sono lenticolari, hanno un diametro di circa 10 micrometri e sono costituiti da sei cellule. Due di queste cellule formano capsule polari, due si fondono per formare uno sporoplasma binucleato e due formano valvole protettive. Le mixospore sono infettive per gli oligocheti e si trovano tra i resti della cartilagine di pesce digerita. Spesso sono difficili da distinguere dalle specie affini a causa delle somiglianze morfologiche tra i generi. Sebbene M. cerebralis sia l'unico mixosporeo mai trovato nella cartilagine dei salmonidi, altre specie visivamente simili possono essere presenti nella pelle, nel sistema nervoso o nei muscoli.

## Ciclo vitale
Myxobolus cerebralis ha un ciclo vitale a due ospiti che coinvolge un pesce salmonide e un oligochete tubificide. Finora, l'unico verme noto per essere suscettibile all'infezione da M. cerebralis è Tubifex tubifex, anche se quello che gli scienziati attualmente chiamano T. tubifex potrebbe in realtà appartenere a più di una specie. Innanzitutto, le mixospore vengono ingerite dai vermi tubificidi. Nel lume intestinale del verme, le spore espellono le loro capsule polari e si attaccano all'epitelio intestinale tramite filamenti polari. Le valvole del guscio si aprono quindi lungo la linea di sutura e la cellula germinale binucleata penetra tra le cellule epiteliali intestinali del verme. Questa cellula si moltiplica, producendo molte cellule ameboidi mediante un processo di fissione cellulare asessuata chiamato merogonia. Come risultato del processo di moltiplicazione, lo spazio intercellulare delle cellule epiteliali in più di 10 segmenti vicini del verme può infettarsi.
Circa 60-90 giorni dopo l'infezione, gli stadi delle cellule sessuali del parassita subiscono la sporogenesi e si sviluppano in pansporocisti, ciascuna delle quali contiene otto spore dello stadio triactinomyxon. Queste spore vengono rilasciate dall'ano oligocheta nell'acqua. In alternativa, un pesce può essere infettato mangiando un oligochete infetto. I tubificidi infetti possono rilasciare triactinomixoni per almeno un anno. Le spore del triactinomyxon vengono trasportate dalle correnti d'acqua, dove possono infettare un salmonide attraverso la pelle. La penetrazione delle spore nel pesce richiede solo pochi secondi. Entro cinque minuti, un sacco di cellule germinali chiamato sporoplasma è entrato nell'epidermide del pesce e nel giro di poche ore lo sporoplasma si divide in singole cellule che si diffonderanno attraverso il pesce.
All'interno del pesce, sia gli stadi intracellulari che quelli extracellulari si riproducono nella sua cartilagine per endogenesi asessuata, il che significa che nuove cellule crescono dall'interno delle vecchie cellule. Lo stadio finale all'interno del pesce è la creazione della mixospora, che si forma per sporogonia . Vengono rilasciati nell'ambiente quando il pesce si decompone o viene mangiato. Alcune ricerche recenti indicano che alcuni pesci possono espellere mixospore vitali mentre sono ancora vivi.
Le mixospore sono estremamente resistenti: "è stato dimostrato che le spore di Myxobolus cerebralis possono tollerare il congelamento a -20°C per almeno 3 mesi, l'invecchiamento nel fango a 13°C per almeno 5 mesi e il passaggio attraverso le viscere del luccio Esox lucius o germani reali Anas platyrhynchos senza perdita di infettività" verso i vermi. I triactinomixoni hanno una vita molto più breve, sopravvivendo 34 giorni o meno, a seconda della temperatura.

## Patologia
Sono state segnalate infezioni da M. cerebralis in un'ampia gamma di specie di salmonidi: otto specie di trote e salmoni atlantici, Salmo; quattro specie di trote e salmoni del Pacifico, Oncorhynchus; quattro specie di salmerino, Salvelinus; il temolo, Thymallus thymallus; e il salmone del Danubio, Hucho hucho. M. cerebralis provoca danni ai suoi pesci ospiti attraverso l'attaccamento delle spore di triactinomyxon e le migrazioni di vari stadi attraverso i tessuti e lungo i nervi, nonché digerendo la cartilagine. La coda del pesce può scurirsi, ma a parte le lesioni sulla cartilagine, gli organi interni generalmente appaiono sani. Altri sintomi includono deformità scheletriche e comportamento "vorticoso" (inseguimento della coda) nei pesci giovani, che si pensava fosse causato da una perdita di equilibrio, ma in realtà è causato da un danno al midollo spinale e alla parte inferiore del tronco encefalico. Gli esperimenti hanno dimostrato che i pesci possono combattere Myxobolus nella loro pelle (possibilmente utilizzando anticorpi), ma non se sono migrati nel sistema nervoso centrale. Questa risposta varia da specie a specie.
In T. tubifex, il rilascio di spore di triactinomyxon dalla parete intestinale danneggia la mucosa del verme; questo può accadere migliaia di volte in un singolo verme e si ritiene che possa compromettere l'assorbimento dei nutrienti. Le spore vengono rilasciate dal verme quasi esclusivamente quando la temperatura è compresa tra 10 °C e 15 °C, quindi i pesci in acque più calde o più fredde hanno meno probabilità di essere infettati e i tassi di infezione variano stagionalmente.

### Suscettibilità
Le dimensioni dei pesci, l’età, la concentrazione di spore di triactinomyxon e la temperatura dell’acqua sono tutti fattori che influenzano i tassi di infezione nei pesci, così come le specie di pesci in questione. La malattia colpisce soprattutto i pesci di età inferiore ai cinque mesi perché i loro scheletri non si sono ossificati. Ciò rende i giovani pesci più suscettibili alle deformità e fornisce al M. cerebralis più cartilagine di cui nutrirsi. In uno studio su sette specie di molti ceppi, la trota di fiume e la trota iridea (eccetto un ceppo) sono state colpite molto più pesantemente da M. cerebralis dopo due ore di esposizione rispetto ad altre specie, mentre la trota toro, il salmone Chinook, la trota fario e la trota temolo artico è stato il meno gravemente colpito. Sebbene la trota fario possa ospitare il parassita, in genere non mostra alcun sintomo e questa specie potrebbe essere stata l'ospite originale di M. cerebralis. Questa mancanza di sintomi nella trota fario ha fatto sì che il parassita sia stato scoperto solo dopo l’introduzione in Europa di trote iridee non autoctone.

### Diagnosi
La cartilagine della trota, normalmente uniforme, è cicatrizzata da lesioni in cui si sviluppano spore di M. cerebralis, che indeboliscono e deformano i tessuti connettivi.
L'infezione clinica moderata o grave dei pesci con malattia vorticosa può essere diagnosticata presuntivamente sulla base di cambiamenti nel comportamento e nell'aspetto circa 35-80 giorni dopo l'infezione iniziale, sebbene "lesioni o carenza di triptofano e acido ascorbico nella dieta possano evocare segni simili", quindi la diagnosi conclusiva può richiedere la ricerca di mixospore nella cartilagine del pesce. Nelle infezioni gravi, può essere necessario solo l'esame microscopico della cartilagine per trovare le spore. Nelle infezioni meno gravi, il test più comune prevede la digestione della cartilagine cranica con le proteasi pepsina e tripsina (pepsina-tripsina digerita — PTD) prima della ricerca delle spore. La testa e gli altri tessuti possono essere ulteriormente esaminati utilizzando l'istopatologia per confermare se la posizione e la morfologia delle spore corrispondono a quelle note per M. cerebralis. È anche possibile l'identificazione sierologica delle spore in sezioni di tessuto utilizzando un anticorpo prodotto contro le spore. L'identità del parassita può anche essere confermata utilizzando la reazione a catena della polimerasi (PCR) per amplificare il gene 18S rRNA da 415 coppie di basi di M. cerebralis. I pesci dovrebbero essere sottoposti a screening nella fase di vita più suscettibile ai parassiti, con particolare attenzione ai pesci nelle unità di acquacoltura.

## Impatto
Sebbene originariamente fosse un patogeno blando di Salmo trutta nell'Europa centrale e di altri salmonidi nell'Asia nordorientale, l'introduzione della trota iridea (Oncorhynchus mykiss) ha notevolmente aumentato l'impatto di questo parassita. Non avendo un'immunità innata al M. cerebralis, la trota iridea è particolarmente sensibile e può rilasciare così tante spore che anche le specie più resistenti nella stessa area, come S. trutta, possono sovraccaricarsi di parassiti e incorrere in una mortalità dell'80%-90%. Laddove M. cerebralis si è ben radicato, ha causato il declino o addirittura l'eliminazione di intere popolazioni di pesci.

## Prevenzione e controllo
Alcuni biologi hanno tentato di rendere inefficaci le spore di triactinomyxon facendole espellere prematuramente. In laboratorio, solo l'acidità o la basicità estrema, le concentrazioni di sali da moderate ad elevate o la corrente elettrica hanno causato la scarica prematura del filamento; i neurochimici, i chemosensibilizzanti degli cnidari e il muco delle trote erano inefficaci, così come i pesci anestetizzati o morti. Se le spore potessero essere rese inefficaci, non sarebbero in grado di infettare i pesci, ma si attendono studi futuri per determinare un trattamento efficace.

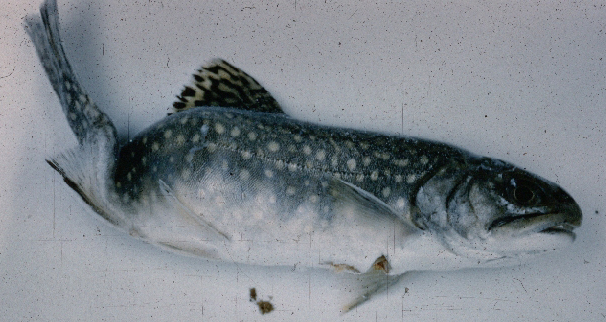
Deformazione scheletrica in una trota di fiume matura causata da infezione da M. cerebralis.

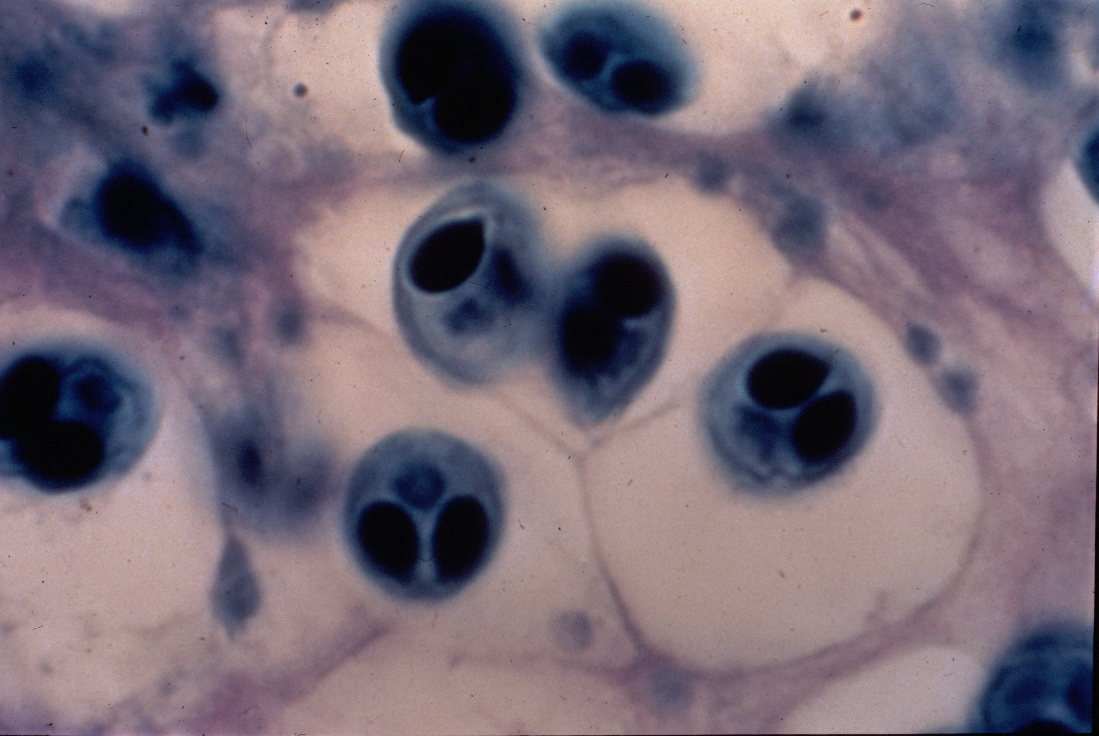
La cartilagine della trota, normalmente uniforme, è cicatrizzata da lesioni in cui si sviluppano spore di M. cerebralis, che indeboliscono e deformano i tessuti connettivi.

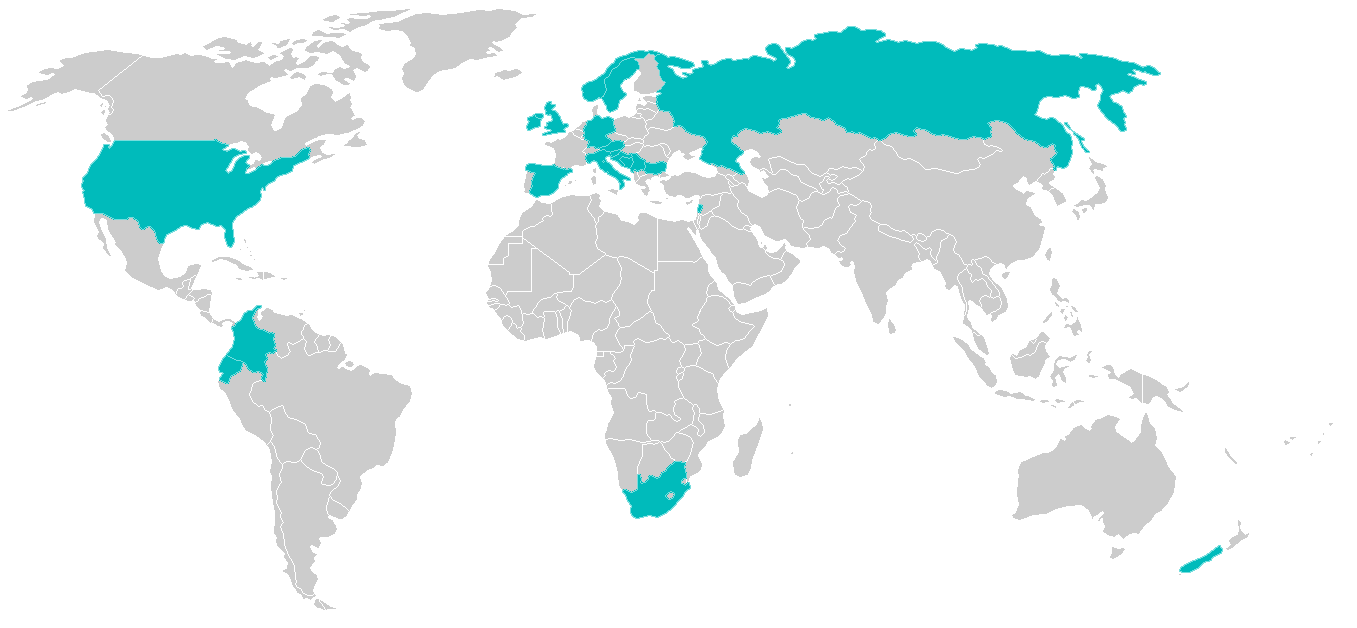
M. cerebralis è stato osservato in Germania (1893), Italia (1954), URSS (1955), inclusa l'isola di Sakhalin (1960), USA (1958), Bulgaria (1960), Jugoslavia (1960), Svezia (1966), Sud Africa (1966), Scozia (1968), Nuova Zelanda (1971), Ecuador (1971), Norvegia (1971), Colombia (1972), Libano (1973), Irlanda (1974), Spagna (1981) e Inghilterra (1981)